# Reglement verkeersregels en verkeerstekens 1966
Het Reglement verkeersregels en verkeerstekens van 1966 (RVV of RVV 1966) was een Nederlandse algemene maatregel van bestuur die uitvoering gaf aan de Wegenverkeerswet van 1935 en mede in de plaats kwam van het Wegenverkeersreglement van 1950. Het werd opgevolgd door het Reglement verkeersregels en verkeerstekens 1990 (RVV 1990).

## Geschiedenis
In 1965 was de behoefte ontstaan voor een nieuw reglement verkeersregels en verkeerstekens omdat de oude, afstammend uit 1950, inmiddels verouderd was en niet langer voldeed. Al in mei 1961 was professor Guus Belinfante verantwoordelijk gesteld met de opstelling van de nieuwe RVV. Echter duurde het pas tot 1965 voor de professor en Rijkswaterstaat, die verantwoordelijk was voor wijzigingen, het eens waren over een eindvoorstel. Daarna ging het regelement naar de ministerraad, Gedeputeerde Staten en een speciale commissie. In oktober van dat jaar ging het regelement nog naar de Raad van State, die het nog voor Kerst terugstuurde naar de professor met veel verzoeken tot wijzigingen. Nadat die werden verwerkt, kon het einddocument uiteindelijk naar Rijkswaterstaat worden opgestuurd. Bij het openen van de 51e RAI-tentoonstelling op 3 februari 1966 maakte de Ministerie van Verkeer en Waterstaat Ko Suurhoff bekend dat het nieuwe regelement 'binnenkort' in het Staatsblad zou verschijnen. Een paar dagen later, op 9 februari, publiceerde het Algemeen Dagblad dat het nieuwe regelement bijna in werking kon treden en dat Rijkswaterstaat bezig was om uit te zoeken wat er nog moest worden aangepast qua verkeersbebakening en tekens. Op 6 mei 1966 vermelde het AD dat in de derde week van mei de inhoud van de nieuwe RVV bekend gemaakt zou worden. Uiteindelijk was het zo ver: op 24 mei 1966 verscheen de nieuwe RVV en verving het grotendeels de oudere WVR-wet uit 1950. Het zou echter tot 1 januari 1967 duren voordat de wet in zijn volledigheid werd ingevoerd.

Het stopverbodsbord, in deze vorm voor het eerst opgenomen in het RVV van 1966.

Ten opzichte van de wet van 1950 markeerde het RVV van 1966 een kantelpunt; het is een van de eerste, échte wegenwetten waar Nederland kennis mee maakte en beschreef alles wat wel en niet mocht tot in het kleinste detail. Zo werd in deze RVV voor het eerst een verbod op het stoppen op zogenoemde "vluchtbermen" (dat leidde tot bermtoerisme) opgenomen en ook het probleem van lifters die op gevaarlijke plekken als rotondes of vluchtstroken stilstonden werd hierin voor het eerst aangepakt. Het uiteindelijke doel van de nieuwe wet was dat het fatsoen tot de "geest van de weggebruikers" zou worden gepromoveerd en veel wetten die toen werden geïntroduceerd, worden vandaag de dag nog altijd gebruikt. Zo werd het gebruik van een knipperlicht bij het inhalen verplicht, werd rechts inhalen van stilstaand verkeer toegestaan en mocht men niet langer een kruispunt blokkeren. Daarnaast werden nieuwe verkeersborden geïntroduceerd, werden ze op Europese standaard gebracht op basis van de CEMT-standaarden en verdwenen een aantal verouderde verkeersborden, waaronder het bord 'tunnelweg' en borden met het woordje 'km' onder het aangegeven cijfer. Wat ook opvallend is ten opzichte van het RVV van 1990 is dat veel borden gedetailleerder zijn dan de latere ingevoerde wet. Zo werden veelal mannen in pak met deukhoeden of kinderen afgebeeld in allerlei situaties en hadden de fietsen en bromfietsen zichtbare details (denk aan de pedalen of het spatbord die zichtbaar waren getekend en getoond). Verder waren de borden van een donkerder kleur rood of blauw en waren de pijlpunten op de aanwijsborden vlijmscherp vergeleken met de pijlpunten van het RVV van 1990, waar de punten afgerond zijn gemaakt.
De allereerste borden onder het RVV 1966 werden in hetzelfde jaar al in Nederland geplaatst op allerlei wegen maar ook op erven, doodlopende wegen, rotondes (die toen nog nieuw werden geïntroduceerd als verkeersplein) en meer. De laatste borden werden in 1990 geplaatst, waarna het RVV van 1990 in werking trad. Het effect was direct al merkbaar; symbolen op de borden waren veel abstracter dan voorheen en ook het toegepaste lettertype was iets anders (voorheen werden voornamelijk de lettertypes 'Ovink-C' en E gebruikt op de hoofd- en onderborden). Desondanks hangen er van deze borden nog honderden uit allerlei jaartallen verspreid over heel Nederland en vallen ze op ten opzichte van de nieuwere verkeersborden. Sommige borden zijn inmiddels beschadigd of gedeeltelijk of volledig verbleekt en onleesbaar geworden, maar veel borden zijn nog altijd van (redelijk) goede kwaliteit. De reden waarom ze nog niet zijn weggehaald is niet duidelijk: sommige borden hangen nog altijd omdat niemand het de moeite waard vond om ze te verwijderen of vervangen, ze zijn vaak nog van goede kwaliteit en het is daarom nog (niet) nodig om ze te vervangen of de plaatsen waar sommige borden liggen zijn zo druk dat het te moeilijk is om de borden te vervangen (denk aan kruispunten bij op- en afritten of langs de wegen van drukke snelwegen).

## Kritiek
Ondanks de goede bedoelingen van de introductie van het RVV van 1966 bestond er ook kritiek op de wet. Zo vonden vele weggebruikers dat met de invoering van de wet alles "kapot werd
geregeld". Dit omdat voor elke gedraging een omschrijving met daarop een sanctie werd vastgesteld. Met de invoering van het RVV van 1990 werden veel verkeersregels, die volgens de wetgever "logisch" waren, uit het RVV 1966 alweer verwijderd. Dit werd gedaan onder het motto 'Geef je verstand eens voorrang".

## Afschaffing borden
Bij de afschaffing van het RVV 1966 en de inwerkingtreding van het RVV 1990 op 1 maart 1990, verdwenen een meervoud aan verkeersborden ten gevolge van de versimpeling van vele verkeersborden. Verder veranderde ook een aantal regels (zoals de regel dat de aangegeven snelheid op een matrixbord van een adviessnelheid naar een maximumsnelheid ging) en veranderde sommige verboden in geboden (een verbod om linksaf te slaan veranderde bijvoorbeeld in een gebod om naar rechts te slaan of rechtdoor te gaan). Tot slot werden de borden 'neutraal' qua uiterlijk en geslacht en werden ze op esthetisch vlak versimpeld. Een totaal overzicht van alle borden die verdwenen met de inwerkingtreding van het RVV van 1990 zijn als volgt:

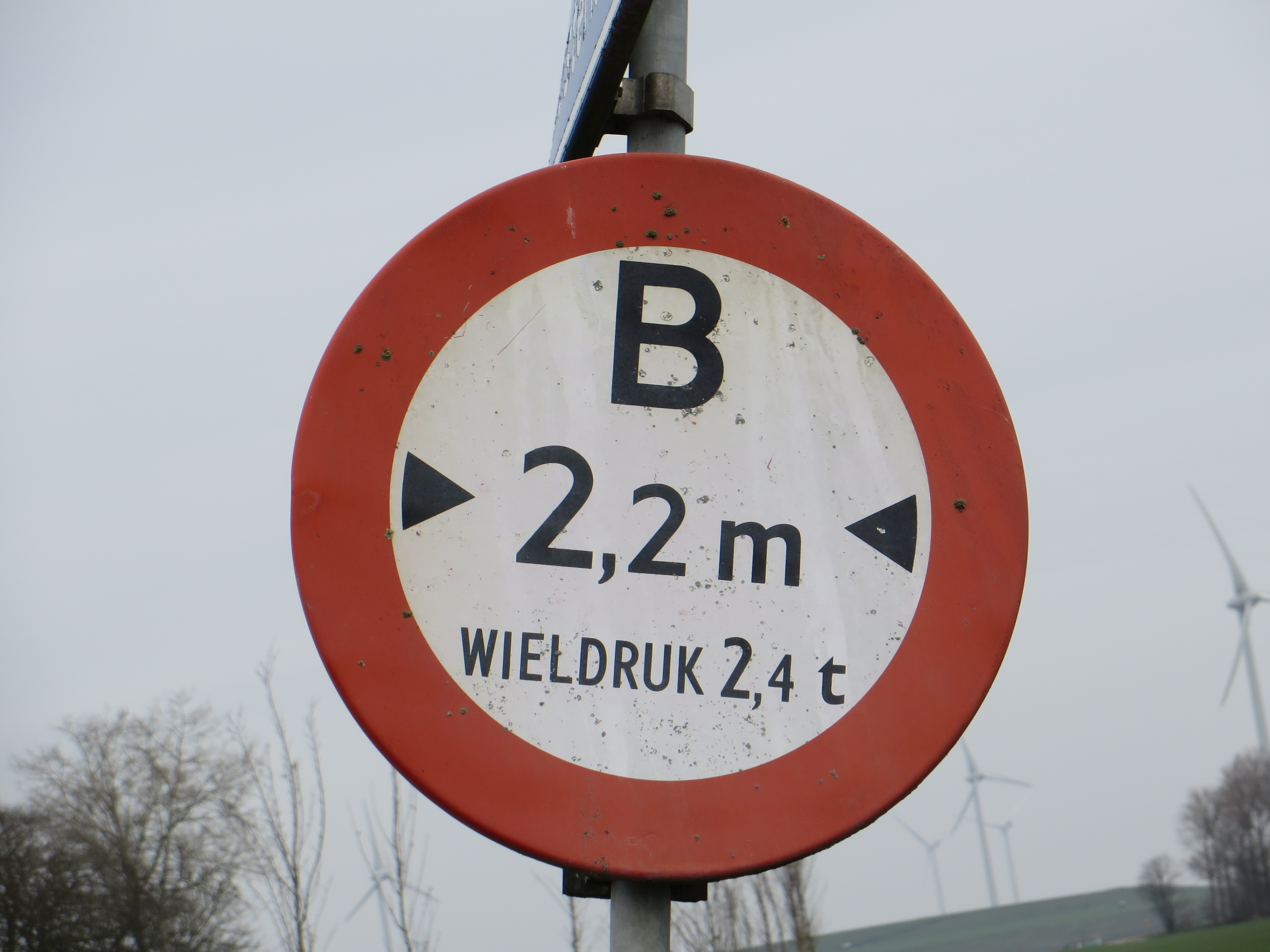
B-wegen werden in 1936 ingevoerd. Het RVV van 1966 was de laatste regeling waarin deze waren opgenomen - in het RVV van 1990 kwamen zij niet langer voor.

- Bord 1 - Maximumsnelheid (6 km/h variant)
- Bord 10 - Nadering voorrangsweg, -kruising of -splitsing; verplicht vóór het oprijden van de weg kruising of splitsing te stoppen (eerste generatie rond bord met driehoek en het woord 'STOP' geschreven in het midden)
- Bord 24 - Gesloten voor bespannen wagens
- Bord 25 - Gesloten voor onbespannen wagens
- Bord 26 - Gesloten voor alle wagens
- Bord 28 - Gesloten voor rij- en trekdieren en vee
- Bord 29 - Gesloten voor voetgangers, rij- of trekdieren en vee
- Bord 30 - Gesloten voor alle wagens en voor rij- en trekdieren en vee
- Bord 31 - Gesloten voor alle wagens rij- en trekdieren, vee en voetgangers
- Bord 37 - B-weg. Gesloten voor voertuigen die met inbegrip van de lading breder zijn dan 2.2 meter en/of voor voertuigen met een wieldruk boven 2.4 ton
- Bord 38 - Aanduiding B-weg, die is gesloten voor voertuigen, die inclusief de lading de op het bord aangegeven breedte en / of wieldruk te boven gaan
- Bord 39 - Einde B-weg
- Bord 46a - Verbod rechts afslaan
- Bord 46b - Verbod links afslaan
- Bord 47 - Verbod naar links en naar rechts af te slaan
- Bord 50a - Parkeerverbod op oneven dagen voor de linkerzijde en op even dagen voor de rechterzijde van de weg
- Bord 50b - Parkeerverbod op oneven dagen voor de rechterzijde en op even dagen voor de linkerzijde van de weg
- Bord 62 - Voorzijde verkeerszuil die door bestuurders uitsluitend rechts voorbij gegaan mag worden
- Bord 63 - Voorzijde verkeerszuil die door motorvoertuigen, welke sneller kunnen en mogen rijden dan 20 km. per uur, aan beide zijden voorbijgegaan mag worden en door de andere bestuurders uitsluitend rechts. Dit is niet van toepassing, indien de rijbanen ter plaatse zijn verdeeld in rijstroken waarin pijlen zijn aangebracht
- Bord 64 - Achterzijde van de verkeerszuilen 62 en 63
- Bord 90 - Algemeen gevaarsteken (Een onderbord moet steeds de aard van het gevaar aangeven)
- Bord 101c - Vooraanduiding doodlopende weg
- Bord 101d - Vooraanduiding doodlopende weg
- Bord 104 - Blindenstok
- Bord 105 - Hulppost of meldingspost
- Bord 106 - Hospitaal
- Bord 107 - Reparatiepost
- Bord 113 - Jeugdherberg
- Bord 115 - Café

## Fotogalerij

Fotogalerij
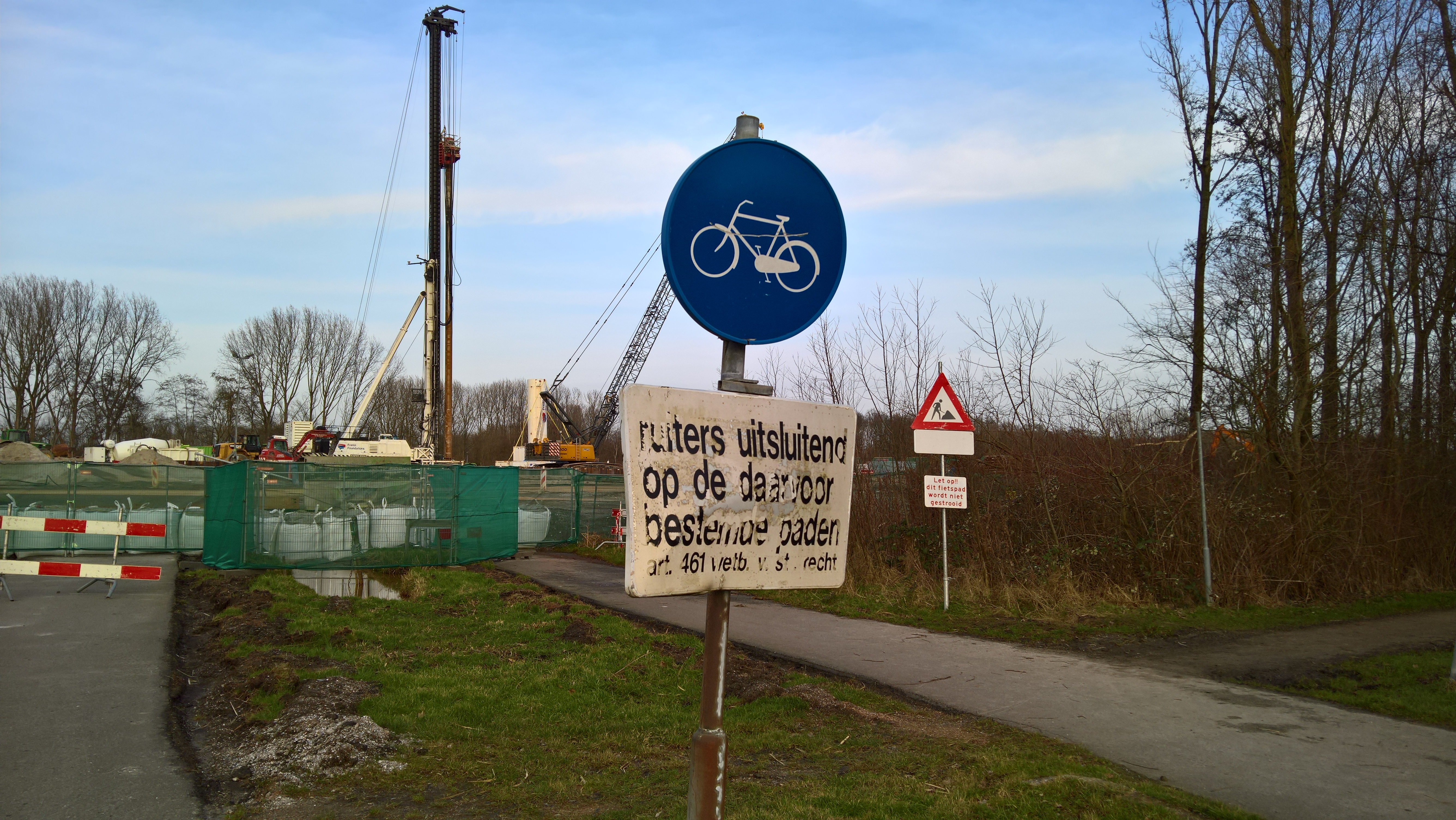
Een oud bord dat een verplicht fietspad voor fietsers en bromfiets aangeeft inclusief onderbord in Rotterdam.
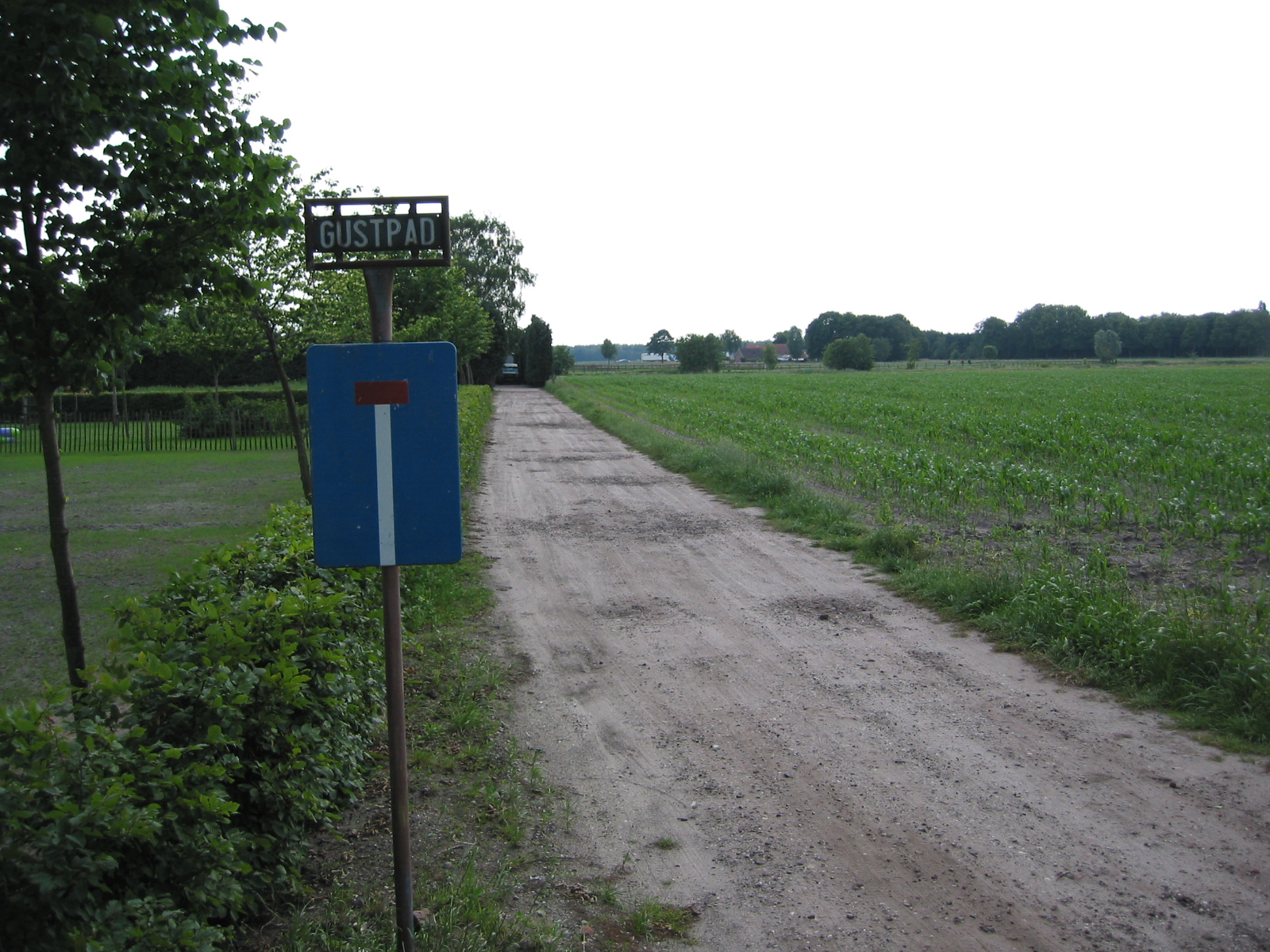
Een oud bord dat een doodlopend pad aangeeft in Liessel.
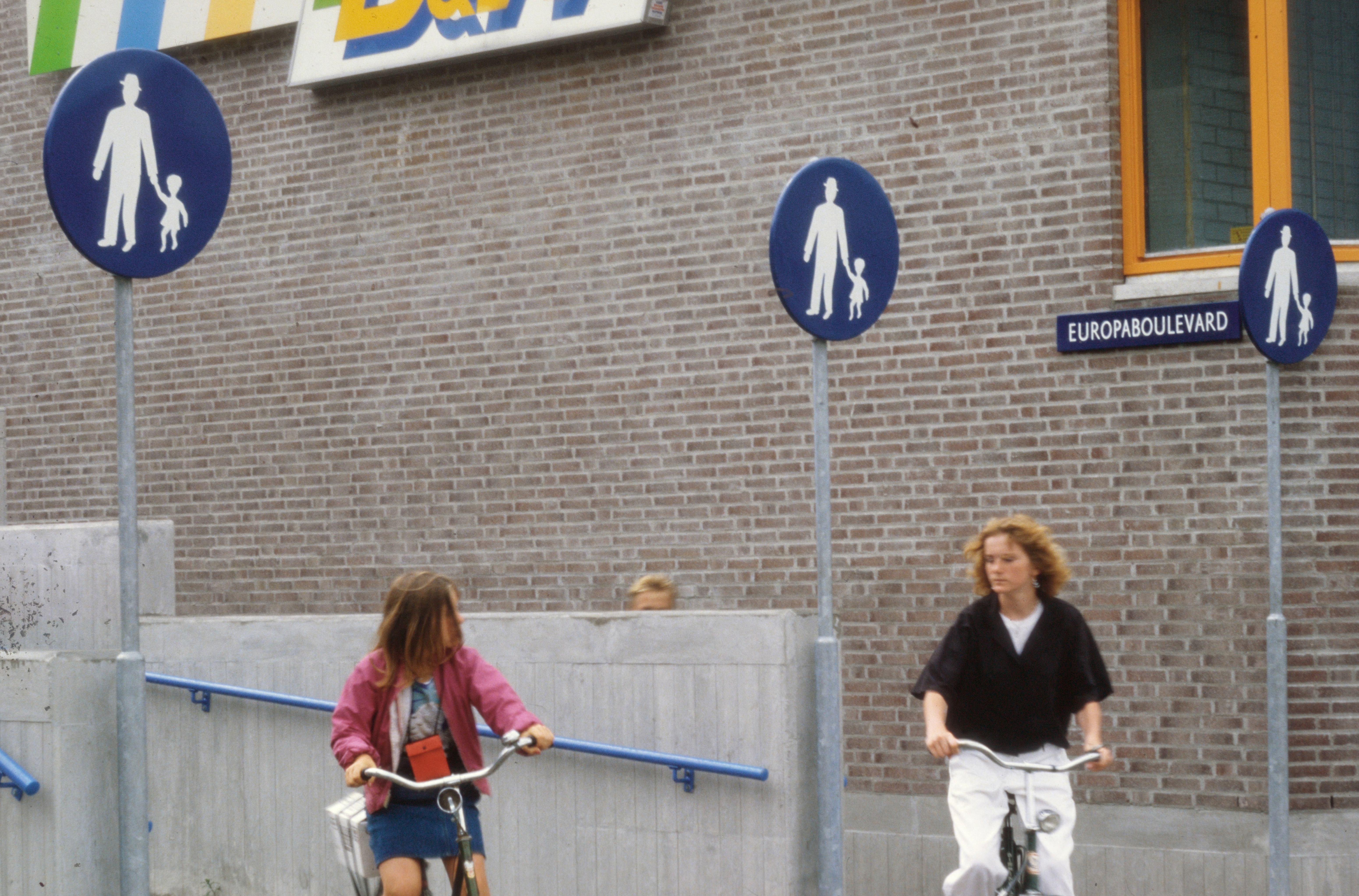
Drie oude borden die een voetpad aangeven in Alkmaar.
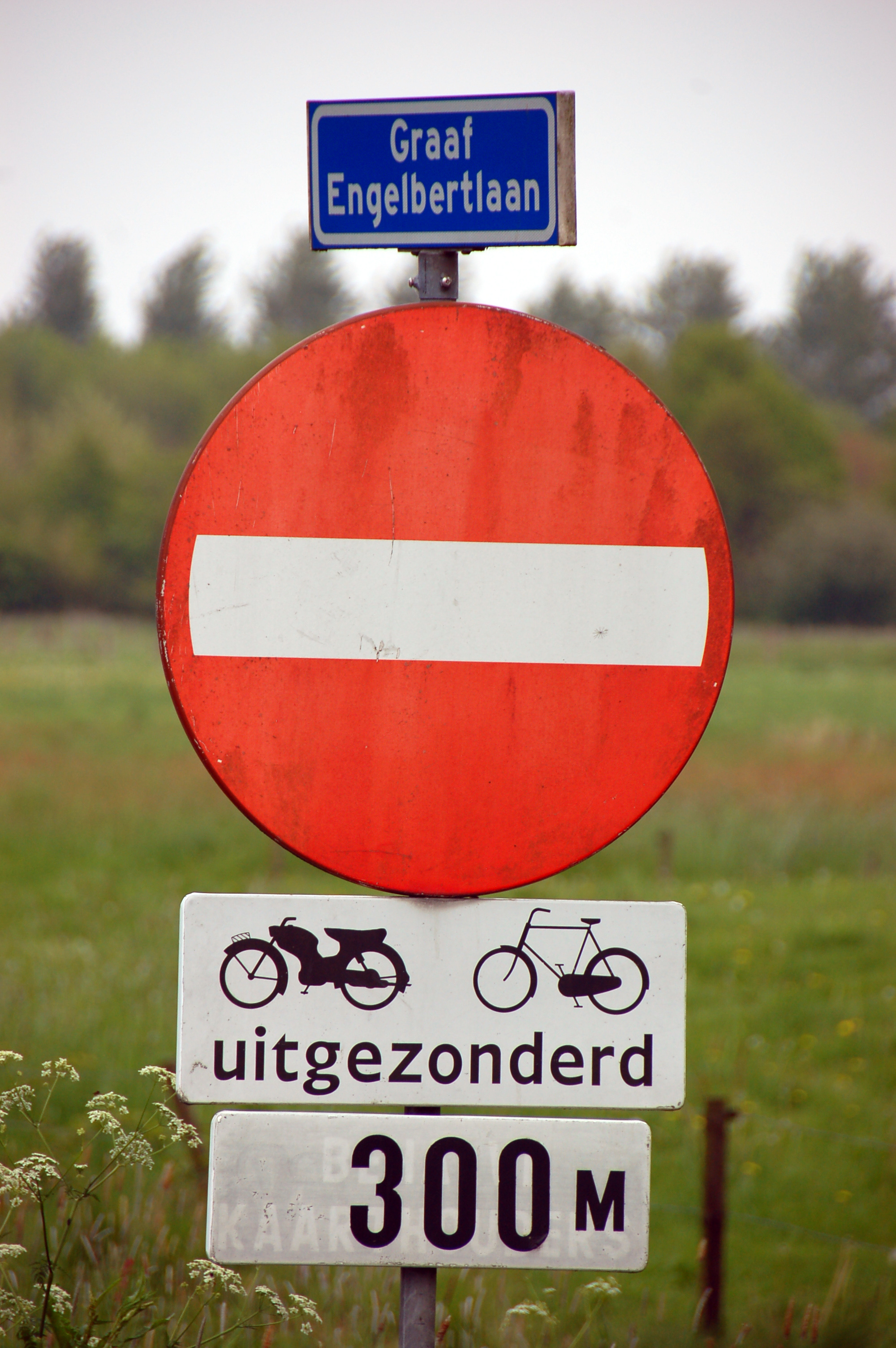
Een oud bord en onderbord die aangeven dat de weg gesloten is in één richting voor al het verkeer behalve voetgangers, maar dat fietsers en bromfiets zijn uitgesloten van dit verbod, in Breda.
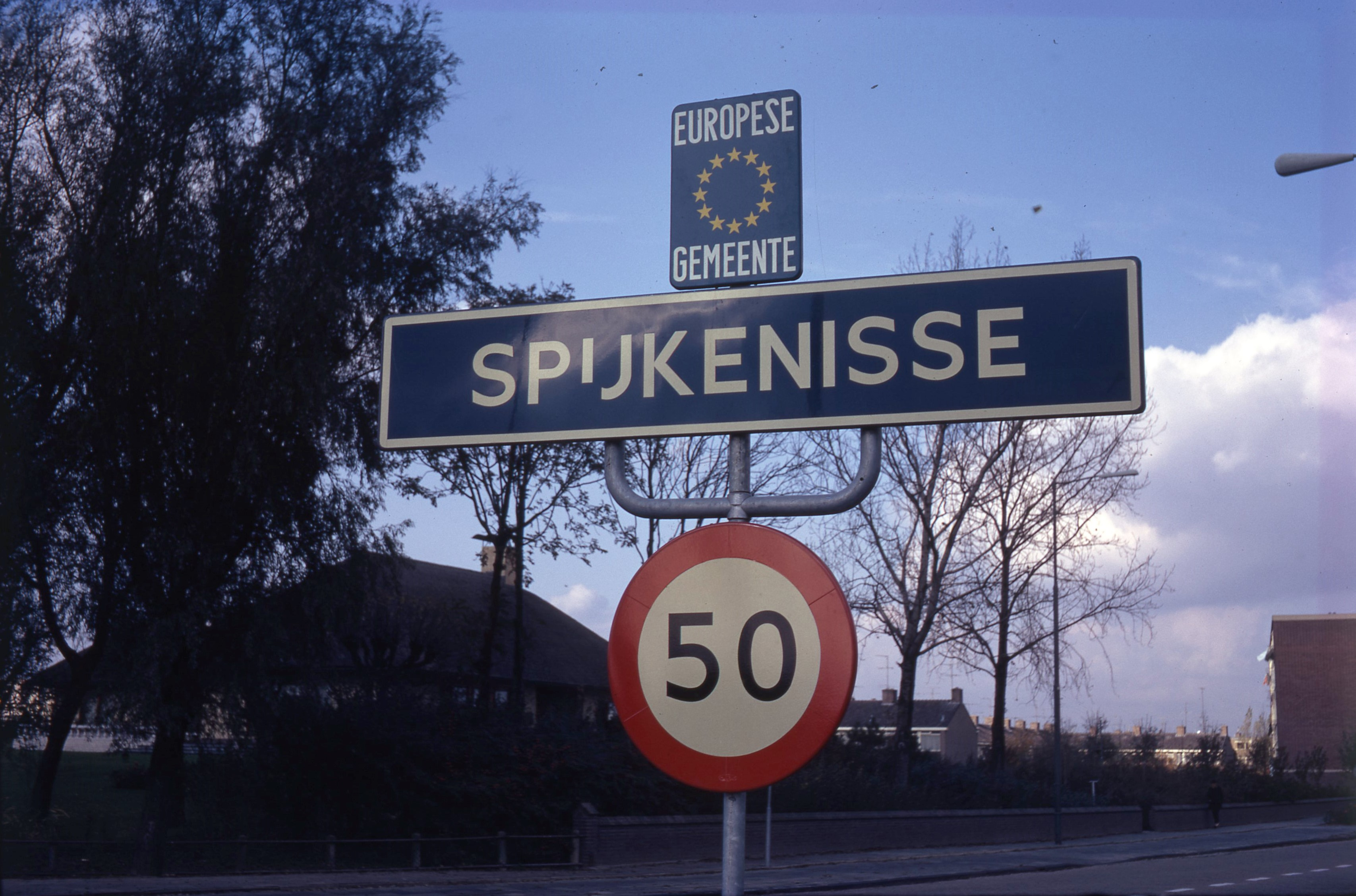
Een oud bord dat de ingang van de plaats Spijkenisse aangeeft. Ook de boven- en onderborden zijn van het RVV 1966-periode.
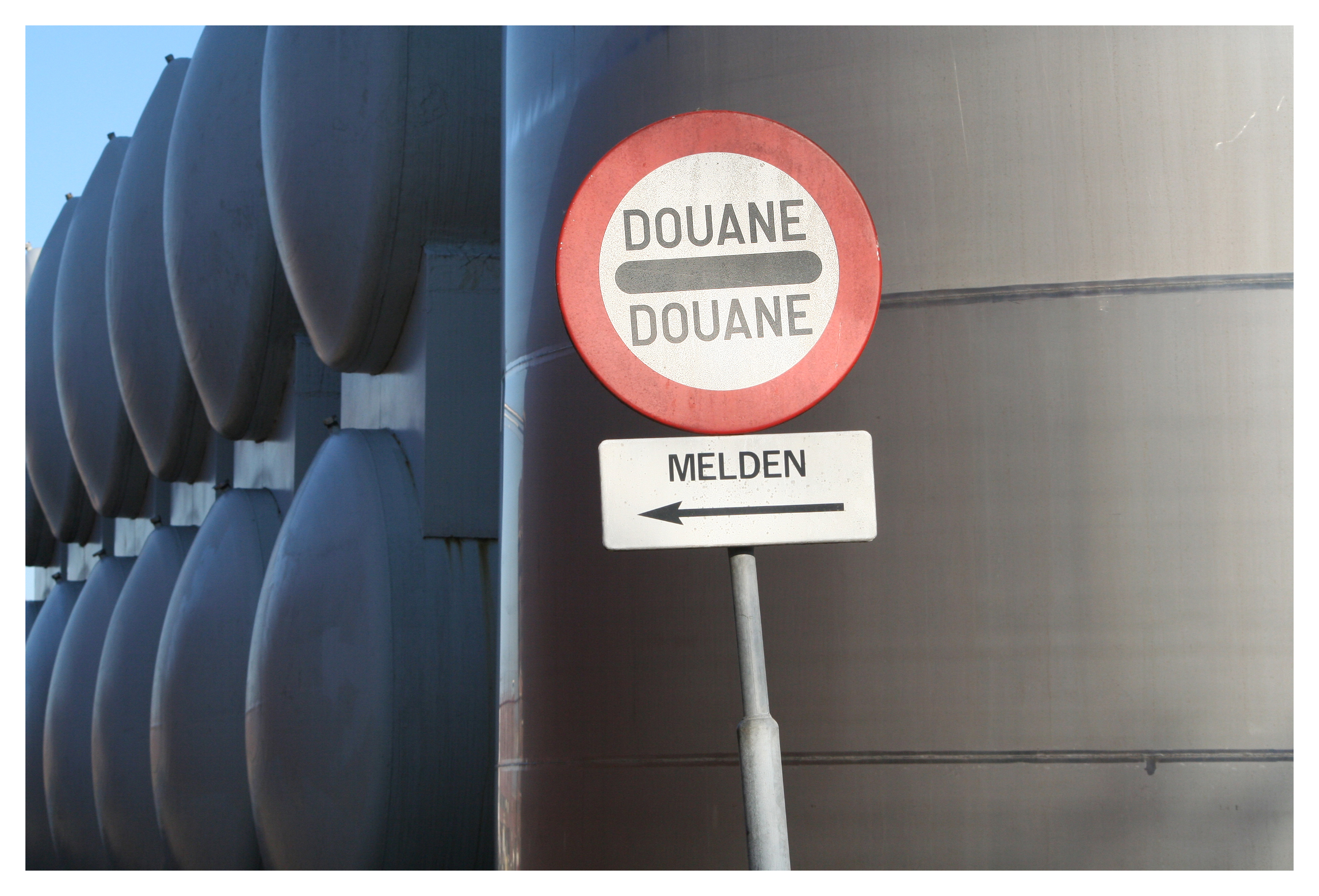
Een oud bord dat een verplichting tot stoppen bij een douanekantoor aangeeft in Amsterdam.